# Kabinet-Bauer

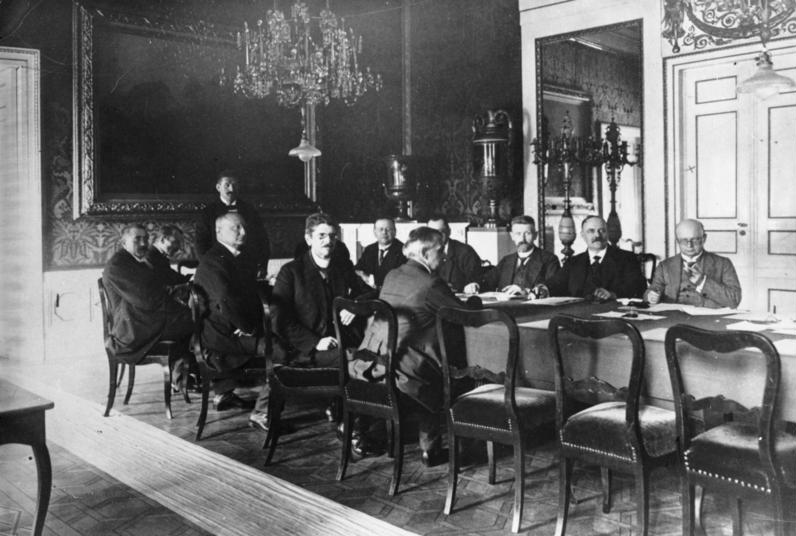
Zitting van het kabinet-Bauer in 1919

Het Kabinet-Bauer regeerde in de Weimarrepubliek van 21 juni 1919 tot 27 maart 1920. Het was de tweede democratisch verkozen Reichsregierung van het Duitse Rijk. De Reichsministerpräsident was Gustav Bauer en verving kabinet-Scheidemann. Alhoewel de Grondwet van Weimar nog niet in werking was, wordt het algemeen beschouwd als de tweede regering van de Weimarrepubliek.
Aanvankelijk bestond ze uit een coalitie van de Sociaaldemocratische Partij van Duitsland (SPD) en de Zentrum. De Duitse Democratische Partij (DDP) weigerde steun te geven aan het ondertekenen van het Verdrag van Versailles, waarna het kabinet-Scheidemann viel op 20 juni 1919. De DDP trad toe tot het kabinet-Bauer op 3 oktober 1919, en herstelt zo de Weimarcoalitie van centrumlinkse partijen. Het kabinet-Bauer nam ontslag op 27 maart 1920 als gevolg van de Kapp-Putsch en werd opgevolgd door kabinet-Müller I.

## Samenstelling

### Oorspronkelijk
| Minister                                  | Naam                   | Partij | Partij  |
| ----------------------------------------- | ---------------------- | ------ | ------- |
| Minister-president                        | Gustav Bauer           |        | SPD     |
| Plaatsvervanger van de minister-president | Matthias Erzberger     |        | Zentrum |
| Buitenlandse Zaken                        | Hermann Müller         |        | SPD     |
| Binnenlandse Zaken                        | Dr. Eduard David       |        | SPD     |
| Financiën                                 | Matthias Erzberger     |        | Zentrum |
| Economische Zaken                         | Rudolf Wissell         |        | SPD     |
| Voeding                                   | Robert Schmidt         |        | SPD     |
| Arbeid                                    | Dr. Alexander Schlicke |        | SPD     |
| Defensie                                  | Gustav Noske           |        | SPD     |
| Verkeer                                   | Dr. Johannes Bell      |        | Zentrum |
| Post                                      | Johannes Giesberts     |        | Zentrum |
| Schatkist                                 | Wilhelm Mayer          |        | Zentrum |
| Koloniën                                  | Dr. Johannes Bell      |        | Zentrum |

### Herschikkingen
- Op 15 juli 1919 wordt Rudolf Wissell als minister van Economische Zaken vervangen door Robert Schmidt.
- Op 14 augustus 1919 krijgt Gustav Bauer de titel van Rijkskanselier. Hierdoor is Matthias Erzberger plaatsvervanger van de rijkskanselier.
- Op 3 oktober 1919 stapt de DDP in de regering:
  - Matthias Erzberger wordt als plaatsvervanger van de rijkskanselier vervangen door Eugen Schiffer
  - Eduard David wordt vervangen als minister van Binnenlandse Zaken door Erich Koch-Weser.
  - Er komt een nieuwe minister, Eugen Schiffer (DDP), bevoegd voor Justitie.
  - De SPD krijgt een nieuwe minister zonder portefeuille, Eduard David.
- Op 25 oktober komt er opnieuw een nieuwe minister van de DDP bij, Otto Geßler, bevoegd voor Wederopbouw.
- Op 7 november 1919 treedt Johannes Bell als minister van Koloniën af. Hij wordt niet vervangen.
- Op 30 januari 1920 treedt Wilhelm Mayer als minister van Schatkist af. Hij wordt niet vervangen.
- Op 12 maart 1920 wordt Matthias Erzberger als minister van Financiën vervangen door Joseph Wirth.
- Op 22 maart 1920 treedt Gustav Noske als minister van Defensie. Ook hij wordt niet vervangen.